# Мајкл Нобел
Мајкл Нобел (енгл. Michael Nobel; рођен 1940) је шведски предузетник руског порекла. Члан је породице Нобел, потомак Лудвига Нобела, бившег председника Нобеловог породичног друштва (1995–2006),  суоснивача и председника Фондације за одрживост Нобелове награде. Тренутно, Нобел служи у неколико међународних одбора који се фокусирају на научне, медицинске и добротворне иницијативе. Он промовише енергетску ефикасност и алтернативне енергетске технологије. 

## Младост
Члан огранка Нобел-Олеиникоф породице Нобел, Мајкл Нобел је унук Martе Helenе Nobel-Oleinikoff (рођене Нобел) и праунук индустријалца и хуманитарца Лудвига Нобела, оснивача Бранобела. Лудвиг је такође био брат Алфреда Нобела, који је изумео динамит и установио пет награда на породично име.
Мајкл Нобел има дуго образовање које је почело на Harvard Business School у Кембриџу, Масачусетс. Године 1967. Нобел је завршио студије на постдипломском институту за комуникације у Стокхолму. Годинама касније, 1979, Нобел је стекао докторат из психопедагогије на Универзитету у Лозани. Његова теза процењивала је ефикасност програма превенције злоупотребе супстанци у Швајцарској

## Каријера
Нобел је консултант за питања енергетике и држи редовна главна предавања на ову тему. Такође је тренутни председник Нобелове фондације за одрживост.

### Чланства у одборима
Нобел је председник или члан одбора дванаест међународних компанија за дијагностику, лечење и информисање у области медицине, пре свега као председник Управног одбора, гувернери или научни саветници. Нобел такође служи неколико непрофитних организација у образовању и развоју младих, као и оснивач и повереник Нобелове фондације за одрживост – организације која додељује стипендије, награде за открића одрживе енергије и организује конференције и симпозијуме у истој области.

## Радно искуство

### МРИ
1980. Нобел је учествовао у увођењу МРИ, област у којој је радио 24 године. Магнетна резонанца (МРИ) је техника која се користи у дијагностичком снимању за креирање детаљног визуелног приказа унутрашњих структура. Пружа контраст између различитих меких ткива тела што га чини посебно корисним у истраживању мозга, мишића, срца и рака.

### Социјална медицина
Нобел је био консултант Унеска у Паризуи Одељење за социјална питања Уједињених нација у Женеви. Такође је седам година радио као истраживач друштвених наука на Институту за масовне комуникације Универзитета у Лозани. и на Катедри за социјалну психијатрију Института за социјалну и превентивну медицину у области примарне превенције злоупотребе дрога.

## Почасти и награде
Нобел је 2007. године у Москви добио Међународни орден савршенства прве класе. Током година, Нобел је добио неколико међународних цитата и награда за свој рад у области медицине и решавања конфликата. Др Мајкл Нобел добио је почасни докторат Универзитета Сокаи почасног професора Националне академије наука Азербејџана. Мајкл Нобел такође је члан бројних истакнутих међународних комисија за награде.
Нобел је добио Gandhi King Ikeda награду са Morehouse коеџа у Атланти 2002.. Раније је само једном дата, јорданском принцу Ел Хасану Бин Талалу. Године 2004. постао је прималац цитирања Одбора повереника са Института за истраживање средњег запада у Канзас Ситију и именован је за страног члана Руске академије природних наука. Нобел је такође добио Унескову медаљу за изузетан допринос културном дијалогу међу народима. Два Ротари клуба, у Мајамију и Карлскоги, именовала су га за почасног члана и Ротари Интернешенел му је доделио награду Паул Харрис Фелловсхип Авард .
Поред тога, Нобел је добио кључеве града не само од једног, већ и од два Холивуда — Калифорнија и из Холивуда у округу Бровард.
Нобел је добио Гуси награду за мир 2010. године, част са Филипина посвећену „Изврсности и одликовању појединцима или групама широм света који су се истакли као бриљантни узори друштва или који су допринели постизању мира и поштовања људског живота и достојанства." 